# Alectryon samoensis
Alectryon samoensis är en kinesträdsväxtart som beskrevs av Erling Christophersen. Alectryon samoensis ingår i släktet Alectryon och familjen kinesträdsväxter. Inga underarter finns listade i Catalogue of Life.